# Малькова Світлана Михайлівна
Світлана Михайлівна Малькова (нар. 24 серпня 1990, Миколаїв) — українська стрибунка на батуті. Заслужений майстер спорту України.

## Біографія
Одружена.
Закінчила Миколаївський національний університет ім. В. О. Сухомлинського.

## Спортивна кар'єра
Почала займатися стрибками на батуті у Миколаєві, перший тренер — Тетяна Шуйська.

### 2017
На Всесвітніх іграх 2017 року у Вроцлаві, Польща, у синхронних стрибках дебютувала на міжнародному старті в парі з Наталією Москвіною, де з сумою 48,100 балів сенсаційно здобула перемогу.

### 2018
На чемпіонаті Європи 2018 року в Баку, Азербайджан, з сумою 44,250 балів у синхронних стрибках в парі з Наталією Москвіною виборола бронзову нагороду.

### 2019
На початку року стала в пару з Мариною Кийко
Після невдалих стартів у синхронних стрибках з Мариною Кийко на II Європейських іграх 2019 у Мінську, Білорусь, вдалось виконати стрибки на високому рівні та з сумою 48,240 балів здобути срібну нагороду.

### 2020
В лютому на Кубку світу FIG зі стрибків на батуті в Баку виборола срібну нагороду у синхронних стрибках в парі зі  Мариною Кийко .

## Державні нагороди
- Орден княгині Ольги III ст. (15 липня 2019) — за досягнення високих спортивних результатів на II Європейських іграх 2019 в Мінську (Республіка Білорусь), виявлені самовідданість та волю до перемоги, піднесення міжнародного авторитету України[7]